# Maître de Saint Gilles
Le Maître de Saint Gilles est un peintre anonyme, actif à Paris vers 1500. Français s'étant formé en Flandre ou Flamand ayant émigré à Paris, ses origines sont méconnues. Il est le grand artiste parisien de la première partie du règne de François Ier. Son pseudonyme lui est octroyé par l'historien Max Friedländer, d'après deux panneaux sur saint Gilles (son Miracle et sa Messe), à présent dans la National Gallery de Londres, et deux autres panneaux du même autel à présent à la National Gallery of Art de Washington (Baptême de Clovis et Saint Évêque).
D'origine inconnue, il s'est sans doute formé en Flandre auprès d'Hugo van der Goes. Il s'est par la suite certainement établi à Paris, car plusieurs de ses œuvres ont pour cadre des vues très exactes de monuments de Paris ou des environs. En outre, ses compositions, aérées et tranquilles, ses visages, réguliers, sont d'esprit français. L'artiste tire son nom de deux panneaux représentant la Messe de saint Gilles et Saint Gilles et la biche (National Gallery de Londres). Deux autres panneaux, dont les sujets sont controversés, devaient faire partie du même ensemble iconographique, sinon du même retable : Saint Leu guérissant les enfants, autrefois « Conversion d'un arien par saint Rémi », et Baptême d'un prince par un évêque, autrefois « Baptême de Clovis par saint Rémi » (Washington, National Gallery). Les quatre panneaux ont pu être peints pour l'église Saint-Leu-Saint-Gilles de Paris, vers 1500.

## Hypothèses sur son identité
D'après Guy-Michel Leproux, il s'agirait de Gauthier de Campes, connu sous le nom flamand de Wouter Van Campen, négociant, cartonnier, peintre de vitrail et de retable, né en Flandres en 1468 et mort à Paris peu après 1530.

## Œuvres attribuées
On attribue au Maître de Saint Gilles une dizaine de tableaux :
- Fragments du retable de la vie de saint Gilles, vers 1500 :
  - Le Baptême de Clovis, 61,5 × 45,5 cm, National Gallery of Art, Washington
  - Épisodes de la vie d'un saint évêque, 61,5 × 47 cm, National Gallery of Art
  - Saint Gilles et la biche, 61,6 × 46,4 cm, National Gallery, Londres
  - La Messe de Saint Gilles, 61,6 × 45,7 cm, National Gallery de Londres
- Saint Jérôme au désert, 61 × 51 cm, Gemäldegalerie, Berlin, vers 1500
- Portrait d'un homme et de sa femme, 17 × 12 cm, musée Condé, entre 1490 et 1520[1]
- Vierge à l'enfant, 20,8 × 14,6 cm, Musée des beaux-arts de Dole, vers 1500[2]
- Vierge à l'enfant, 20,8 × 14,6 cm, musée du Louvre, vers 1500[3]
- Arrestation du Christ, Musées royaux des beaux-arts de Belgique

## Galerie - les panneaux du retable de Saint Gilles

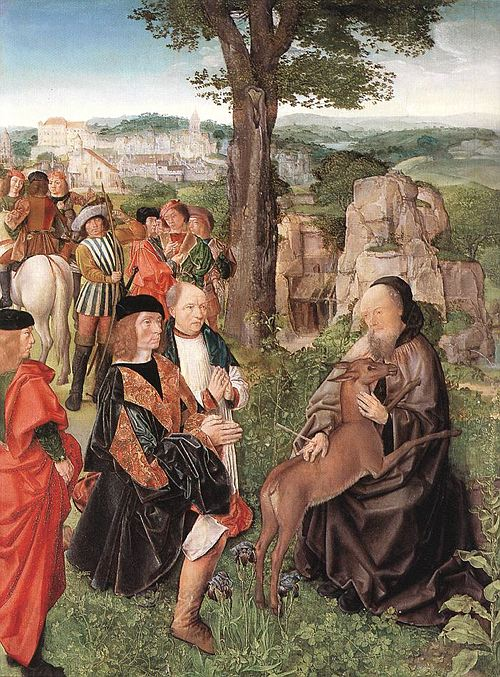
Miracle de saint Gilles, Londres, avec vue de Pontoise
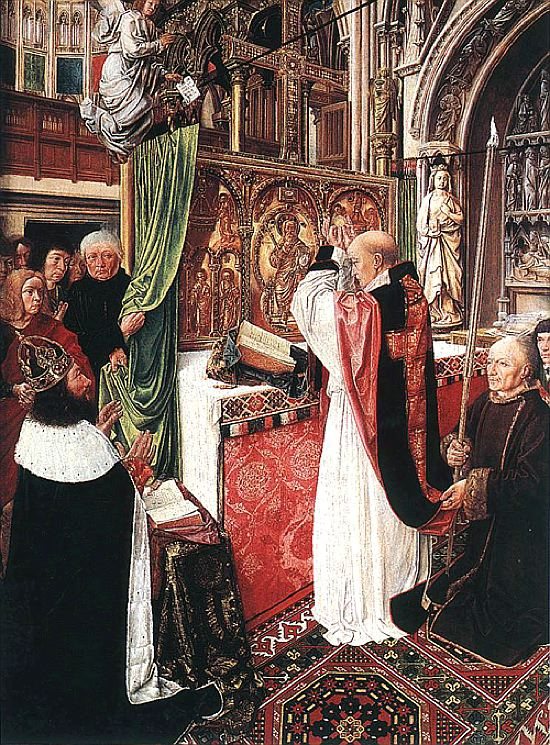
La Messe de Saint Gilles, Londres, montrant la basilique Saint-Denis
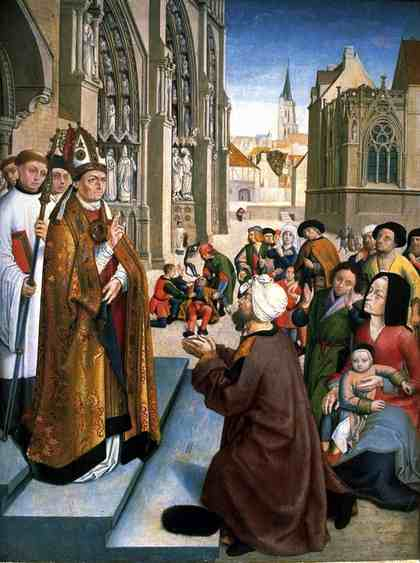
Épisodes de la vie d'un saint évêque, Washington, scène au-dehors de la cathédrale Notre-Dame de Paris
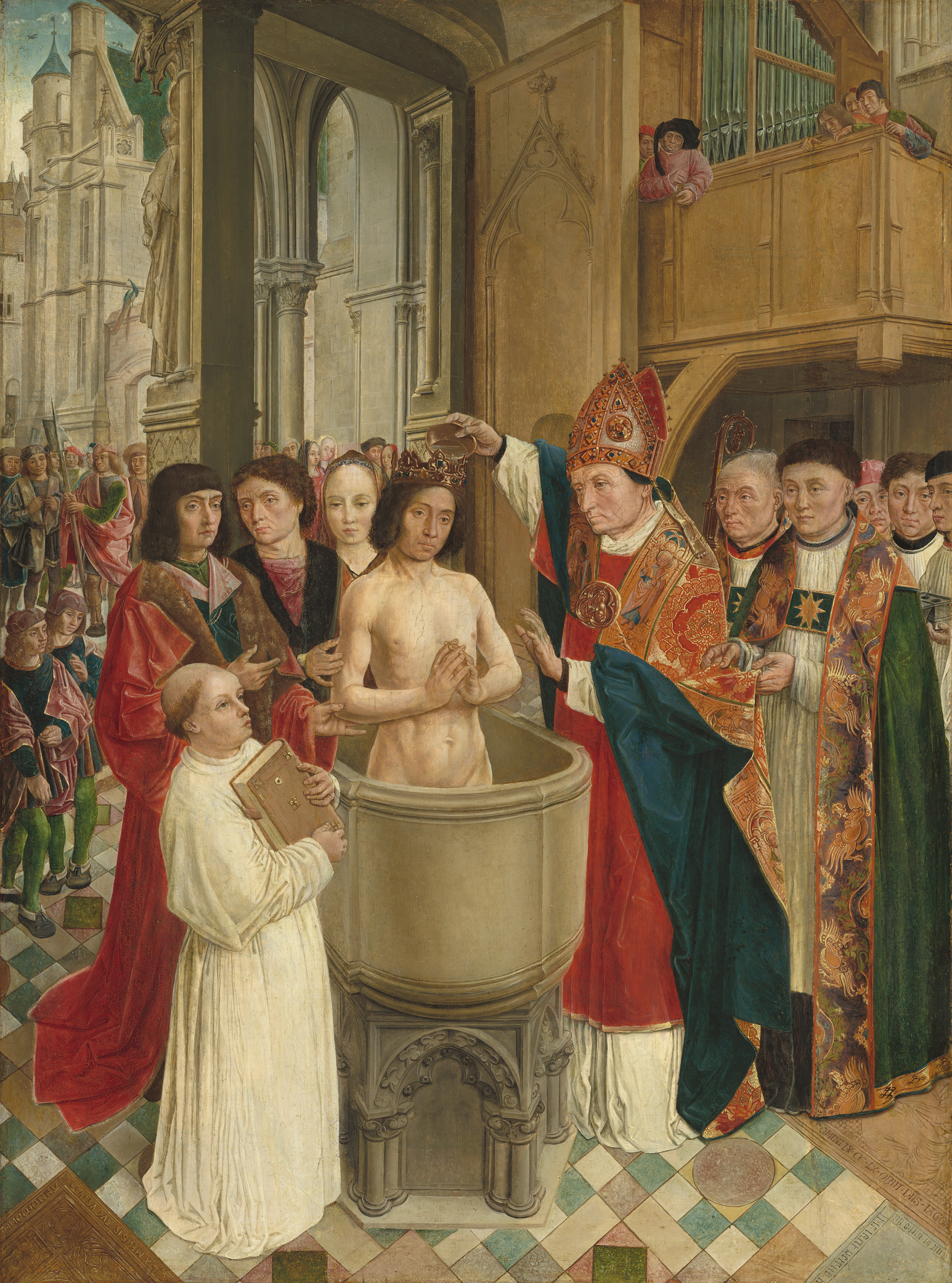
Baptême de Clovis, Washington, scène dans la Sainte-Chapelle, Paris